# Ihara Saikaku
Ihara Saikaku (井原 西鶴, ook wel getranscribeerd als Ibara Saikaku, geboren en gestorven te Osaka, 1642 – 9 september 1693) was een van de belangrijkste Japanse schrijvers van de Edo-periode en vond bij het toenmalig lezerspubliek veel weerklank omwille van zijn meeslepende liefdesverhalen. Hij begon zijn carrière als haikai-schrijver en werd al snel bekend dankzij zijn uitzonderlijk vermogen om aan hoog tempo versregels te verzinnen. Zijn ukiyo-zoshi, "verhalen over de vlietende wereld" die seksueel gedreven hoofdpersonages hadden maakten hem echter pas echt populair; verhalen als 「好色一代男」 (Kshoku ichidai otoko, Life of an Amorous Man, 1682) en 「好色五人女」 (Kôshoku gonin onna, Five Women Who Loved Love, 1685) waren algemeen geliefd omwille van hun fantasierijke en seksueel getinte plotten. Hij schreef ook verhalen over samoerai, hoewel deze iets minder uitbundig ontvangen werden. De auteur was een van de toonaangevende schrijvers van zijn eeuw en wordt in één adem vernoemd met Chikamatsu Monzaemon (近松門左衛門) en Matsuo Basho (松尾 芭蕉) vanwege hun grote invloed op de Japanse literatuur die hen na zou volgen.

## Leven
Ihara Saikaku werd geboren als zoon van een welvarende handelaarsfamilie te Osaka en droeg in die tijd waarschijnlijk de naam Hirayama Tōgo. In eerste instantie werd hij zelf ook een succesvolle handelaar en had hij een redelijk aantal werknemers onder zich, maar hij genoot niet echt van het werk en besloot dan toch een professioneel haikai-schrijver te worden. In zijn jeugd reisde hij bijzonder veel, wat hem toeliet indrukken op te doen die hij later aan zou wenden in zijn werken. Na zijn periode als haikai-dichter zou hij ook beginnen met het schrijven van verhalen in proza en dankzij deze werken een seminale schrijver worden voor de Japanse literatuur.
Saikaku schreef reeds haikai rond zijn vijftiende en wist toen hij twintig was de status van “haikai-meester” te bereiken. Onder het pseudoniem Ihara Kakuei slaagde hij erin toe te treden tot de Teimon-school, een zeer populair gezelschap van haikai-poëten dat opgericht was door Matsunaga Teitoku. Zijn ster rees en spoedig ging hij in de leer bij Nishiyama So'in, een grootmeester van de renga. Binnen de kortste keren behoorde hij tot So'ins meest geliefde studenten, en in 1673 zou hij zijn schrijversnaam om die reden van Kakuei naar Saikaku veranderd hebben.
Tegen 1673 was zijn faam als schrijver van haikai zodanig groot geworden dat hij een groot dicht-evenement kon organiseren nabij de tempel van Ikudama in Osaka, waarbij het de bedoeling was in de tijdspanne van 12 dagen een slordige 12,000 haikai-verzen te produceren. Hijzelf was een expert in het “snel-dichten”; om de zoveel jaar daagde hij zichzelf uit om in één nacht een zeer grote hoeveelheid verzen te schrijven. Hoewel hij dit meerdere keren deed, behaalde hij in 1684 zijn persoonlijk record; in een luttele 24 uur componeerde hij ongeveer 23,500 verzen, wat hem de titel “Dichter van 20.000 verzen” opleverde.
In 1675 stierf de echtgenote van Saikaku op de leeftijd van 25 jaar aan een agressieve koortsaanval. Ze liet hem achter met drie zeer jonge kinderen, waaronder één blinde. Ter nagedachtenis componeerde hij een sneldicht van 1000 verzen dat hij uitbracht als Haikai Single-Day Thousand Verses (Haikai dokugin ichinichi senku). De dood van zijn vrouw maakte van hem een geslotener man. De bestiering van het huishouden liet hij voortaan bijna volledig over aan zijn assistenten. Ook begon hij met het dagelijkse scheren van zijn hoofd en werd hij boeddhistische leken-monnik, waarna hij zich nog uitsluitend wilde wijden aan het schrijverschap.
Na het succes van het gedicht voor zijn overleden vrouw veranderde de doelstelling van zijn schrijfwerk; hij droeg de flitsende beeldvorming en colloquialismen van de haikai over naar proza en begon verhalen te schrijven zoals het beroemde Life of an Amourous Man. Deze sappige liefdesverhalen werden opgegeten door het 17de-eeuwse publiek en luidden het ontstaan van een nieuw genre in; de zogenaamde ukiyo-zoshi of "Verhalen van de vlietende wereld", waar Saikaku tot op vandaag voor bekendstaat. Tot op dat moment was Saikaku vooral lokaal zeer populair geweest, maar toen hij met zijn proza de aandacht van shogun Tokugawa Tsunayoshi trok groeide zijn publiek tot over heel het rijk.
De daaropvolgende periode wordt gekenmerkt door een grote productiviteit (tussen 1667 en 1668 wist Saikaku twaalf boeken uit te brengen) en ook zijn stijl was aan verandering onderhevig. Waar hij in het begin vooral verhalen over impulsieve en passionele liefde vertelde schreef hij nu ook over andere maatschappelijke thema's, vaak geïnspireerd door de politieke of economische realiteit. Werken die onder deze noemer geclassificeerd kunnen worden zijn onder andere The Eternal Storehouse of Japan (日本永代蔵 Nippon Eitaigura, 1688) en This Scheming World (世間胸算用 Seken Munesan'yō, 1692). Deze boeken belichten een enkel thema en benaderen het telkens opnieuw vanuit een ander oogpunt. Het is mogelijk dat deze stijl Saikaku zo goed lag omdat hij als Haikai-dichter altijd al in zulke termen had gedacht.
Hoewel Ihara Saikaku grote populariteit genoot onder het volk werd hij door de intellectuele literaire salons van die tijd niet echt onderkend als zijnde een groot schrijver. Tegen het einde van de achttiende eeuw zou hij door fictie-schrijvers zoals Santo Kyoden terug opgegraven worden en kan men spreken van een hernieuwde interesse in Saikaku's proza. Inmiddels wordt de auteur beschouwd als een van de groten uit de Japanse literaire geschiedenis, en als belangrijkste fictie-schrijver van de Edo-periode. Nog steeds worden hedendaagse Japanse fictie-schrijvers beïnvloed door zijn nalatenschap.

## Werken

### Ukiyo-zoshi
Ukiyo-zoshi (浮世草子) betekent letterlijk “Verhalen van de vlietende wereld”. Ze worden gezien als de logische opvolging van de zogenaamde kana-zoshi (仮名草子), met Life of an Amorous Man van Ihara Saikaku als absoluut beginpunt.
De term werd voor het eerst gebruikt in 1710, toen men de sappige liefdesverhalen van onder andere Saikaku een specifieke naam wou geven. Later zou de term uitgebreid worden qua betekenis en eerder verwijzen naar zowat alle literatuur die in de Edo-periode geschreven was en verschillende aspecten van het dagelijkse Japanse leven poogde te belichten.
Met Saikaku als grondlegger ligt het zwaartepunt van de productie van ukiyo-zoshi logischerwijs in Kioto en Osaka. Hij zou nagevolgd worden door onder andere Nishizawa Ippu, Miyako no Nishiki, Hojo Dansui en Ejima Kiseki. Deze laatste wordt gezien als de schrijver die de genre-periode afsloot. Ten tijde van Ejima's dood was het literaire centrum van Japan immers al naar Edo verschoven.
Ukiyo-zoshi kregen grote bijval van het volk, al zagen de literaire critici van die tijd Saikaku niet als een groots schrijver. Dankzij hun relatief realistische stijl en hun vermogen de maatschappij een ludieke spiegel voor te houden verdienden de grote schrijvers van het kersverse genre echter veel geld met het produceren ervan.
Ukiyo-zoshi vallen voornamelijk uiteen in vier mogelijke onderwerpen;
- Chonin-mono (町人物), oftewel "verhalen over de gewone dorpelingen".
- Setsuwa-mono (説話物), oftewel “verhalen over het rare of mysterieuze.”
- Buke-mono (武家物), oftewel "verhalen over krijgers en samoerai."
- Koshoku-mono (好色物), oftewel "verhalen over de liefde."

### Belangrijke proza-werken
Deze sectie behandelt louter de werken van Ihara Saikaku die worden beschouwd als zijn meest impactvolle. Saikaku was een hoogst productieve schrijver, zowel in haikai als proza, en hij heeft bijdragen geleverd aan de Japanse literatuur via alle vier de soorten ukiyo-zoshi. Toch ligt het zwaartepunt van zijn oeuvre bij de liefdesverhalen, en onderstaande lijst is dan ook vooral op deze verhalen terug te brengen.

#### Life of an Amorous Man
Life of an Amorous Man (好色一代男, Kôshoku ichidai otoko, 1682) is een fictief verhaal dat het genre van de ukiyo-zoshi inluidt. Het was tevens Saikaku's eerste prozawerk en bevatte in de originele uitgave ook illustraties die door de schrijver zelf verzorgd waren. Het verhaal draait om ene Yonosuke, een inwoner van de regio Osaka-Kioto wiens ouders een vrij, artistiek en passioneel leven leiden. Het is dus niet verrassend dat Yonosuke zich reeds als jong kind in dit scabreuze leven werpt. Reeds op de prille leeftijd van zeven jaar wordt hij ontmaagd. Zijn voortvarendheid maakt hem echter tot schande in het publieke oog en hij is gedwongen zijn toekomst als handelaar in de steek te laten, waarop hij zijn thuisstad verlaat.
Het boek volgt Yonosuke vanaf zijn zes jaar en loopt helemaal door tot zijn zestigste levensjaar, waarin hij sterft. Doorheen zijn reizen neemt hij kennis van vrouwen van alle leeftijden en maatschappelijke posities. Wanneer hij 34 is sterft zijn vader echter plots, wat hem met een niet onaanzienlijke erfenis achterlaat. Vanaf dan wendt hij zijn rijkdom aan om met de vele tayu van Japan om te kunnen gaan (zijn moeder zelf was ook een tayu.)
Yonosuke lijkt op het eerste gezicht een nogal immoreel personage, maar de lezer kan desondanks met hem sympathiseren vanwege zijn aangename gedragingen, zijn intelligentie en zijn vermogen om zijn lage afkomst te overkomen en toch met de bovenklasse om te gaan. Het verhaal draait uiteindelijk om Yonosuke's strijd om de onvoorwaardelijke liefde van een vereerde tayu, Yoshino, te verkrijgen. Normaal gesproken zijn tayu zoals zij slechts weggelegd voor mannen van hoge afkomst, maar Yonosuke weet dankzij de oprechtheid van zijn liefde haar hart te stelen.
Het boek is opgedeeld in vijf volumes en 54 secties die elk een jaar van zijn leven verhalen en op die manier verwijzen naar de eveneens 54 hoofdstukken tellende Genji monogatari (源氏物語, "Het verhaal van prins Genji"). In het eerste deel is Yonosuke een avontuurlijke maar arme jongeman, in het tweede wordt zijn leven vol rijkdom en pleziertjes uit de doeken gedaan. Het verhaal is overigens geschreven in een bijzondere mix van colloquialismen en meer formeel taalgebruik.

#### De verhalen van Saikaku uit verschillende provincies
Saikaku's Tales from Various Provinces (Saikaku Shokokubanashi, 1685) is een collectie van vijf boeken, die de laatste verhalen bevatten die Saikaku zelf van tekeningen voorzag. Het bevat 35 korte verhalen over rare en opmerkelijke zaken in de verschillende provincies van het toenmalig Japan. In de inleiding legt de auteur uit dat hij veel gereisd heeft in zijn jeugd en dat hij binnen dat kader werkelijk uitzonderlijke mensen heeft ontmoet. De opgeschreven kortverhalen zijn fictieve interpretaties van echte gebeurtenissen, en ze belichten hoe kleine, alledaagse dingen des levens toch een grote impact op langere termijn kunnen hebben.

#### Life of a Sensuous Woman
Life of a Sensuous Woman (好色一代女、Kôshoku ichidai onna, 1686) schrijft Saikaku op het hoogtepunt van zijn carrière. Het geldt ook als het eindpunt van zijn ukiyo-zoshi over de liefde (kôshoku-mono, 好色物). Het verhaal draait om een oudere vrouw die haar vele ervaringen in het leven blootlegt aan twee jongere mannen. Net zoals Life of an Amourous Man een tegenhanger is van Genji Monogatari uit de Heianperiode is Life of a Sensuous Woman een verwijzing naar Ono no Komachi.
Opvallend aan dit werk is dat het het enige werk van Saikaku is dat in de eerste persoon is geschreven. Het volgt het zogenaamde confession narrative en gelijkt hierin op The Three priests (Sannin hoshi) en Two Nuns (Nininbikuni), twee verhalen die in de Japanse boerengemeenschappen van de Edo-periode verteld werden en boeddhistische ideeën bevatten.. Het idee in die oudere werken is dat er vanuit een religieus standpunt uit de biecht gesproken wordt; Ihara Saikaku draait het motief in Life of a Sensuous Women met een knipoog om door de vrouw haar seksuele uitspattingen te laten vertellen en zo impliciet de jongere mannen te initiëren in de kunst van de liefdesbedrijving.
Die knipoog wordt des te vetter wanneer de jongemannen de vrouw expliciet vragen niet in het verleden te spreken over haar escapades maar te uit te leggen “in de stijl van het heden.” De vrouw heeft alle lagen van de maatschappij doorschuimd en laat zo de schrijver toe een doorsnede van de maatschappij in die periode te belichten. Op die manier wordt het werk wel eens beschreven als een verhulde manier van Saikaku om de publieke figuren van zijn tijd te beoordelen op hun gedragingen.

#### Great Mirror of Male Love
Great Mirror of Male Love (男色大鏡, Nanshoku ôkagami, 1687) kwam uit na Life of a Sensuous Woman en gaat, in tegenstelling tot voorgaande liefdes-gerelateerde werken, niet over een man-vrouw-relatie maar over de man-jongen-liefde. Dat was geen taboe zoals in het westen omdat relaties tussen oudere mannen en jongens vrij vaak voorkomend waren.
Het boek is opgesplitst in twee delen; één ervan draait om de wakushu, de jonge kabuki-acteurs die als mannelijke prostituees in de scabreuze kwartieren werkten. Het tweede deel draait om de samoerai en hun gedrag als het op nanshoku aankomt. Saikaku legde zich gedurende deze laatste twintig hoofdstukken op de wereld van de samoerai toe, wat als een voorteken gezien kan worden voor zijn latere werken die specifiek rond de wereld van deze heersende klasse draaien. De samoerai die hier voorgesteld worden zijn “vrouwen-haters”, mannen die enkel waarde zien in het hofmaken van jongetjes. Op die manier wordt er een conflict uitgetekend tussen de maatschappelijke verplichtingen van deze mannen (i.e. het trouwen met een meisje) en hun diepere verlangens (i.e. homoseksuele relaties.)

#### Tales of Samurai Duty
Tales of Samurai Duty (武家義理物語, Bukegiri monogatari, 1688) is een van de twee belangrijke werken van deze auteur die over de leefwereld van de samoerai zijn geschreven. Het andere werk is Transmission of Martial Arts (武道伝来記 Budô denraiki). Deze werken behoren tot de Buke-mono-categorie van de ukiyo-zoshi.
Het Edo-bakufu had in 1688 net een erecode voor de samoerai-klasse gelanceerd, de zogenaamde bushido, die de verplichtingen en rechten van de klasse uitstippelde. Om die reden was het onderwerp op dat moment nogal actueel, en een bron van inspiratie voor toneelstukken en literaire werken. Saikaku denkt met dit werk na over de plichten en rechten die de samoerai zijn toegevallen. In dit verband belicht hij vooral het ideaal van een krijger die zich volledig opoffert voor zijn clan. Het werk kan gelezen worden als een aanklacht tegen de onredelijke onderdanigheid die samoerai op de lagere sporten van de ladder voor de dag moesten leggen. Waarschijnlijker is echter dat de schrijver goed genoeg wist dat de tijdsgeest ervoor zou zorgen dat het publiek een geïdealiseerd samoerai-verhaal wel zou smaken, en zijn motieven dus eerder economisch dan idealistisch getint waren.

#### Japan's Eternal Storehouse
Rond 1660 ontstond er in Japan, onder invloed van het bakufu, een nationaal netwerk van transport en communicatie, wat de economie een enorme boost gaf. Japan's Eternal Storehouse (日本永代蔵, Nippon Eitaigura, 1688) draait rond de gebeurtenissen die plaatsvonden in een in die tijd stereotiep Japans warenhuis. De titel is symbolisch; Saikaku beschouwt het als het opperste doel van elke handelaar om een langdurig fortuin op te bouwen dat zijn familie na hem verder kan opbouwen; vandaar de "eeuwigheid" die aangehaald wordt in de titel. Het boek zelfs fungeert als "warenhuis" van manieren om dat ideaal te bereiken. In dat kader heeft hij het over "saikaku" (才覚), dat zoveel betekent als "vindingrijkheid", "genie", en een onmisbare kwaliteit is voor elke man die een positie als succesvolle handelaar ambieert.

#### This Scheming World
This Scheming World (世間胸算用, Seken munezan'yô, 1692) is het laatste boek dat Saikaku schreef en dat nog werd uitgegeven voor hij stierf in 1693. Het boek is opgebouwd uit twintig kortverhalen die bijna allemaal plaatsvinden op de laatste dag van het kalenderjaar; dat is namelijk traditioneel de dag waarop alle schulden en openstaande leningen van dat jaar opgelost zouden moeten worden. Binnen deze context focust het verhaal zich op arme mensen in de grote steden die op deze hectische dag geen mogelijkheid zien om hun schulden af te lossen. Op die manier wordt het een donkere, redelijk pessimistische tekst die de armoede veroordeelt en medelijden opwerkt voor de laagste regionen van de maatschappij.
- Bibsys: 97044204
- Biblioteca Nacional de España: XX944150
- Bibliothèque nationale de France: cb11923305j (data)
- Catàleg d'autoritats de noms i títols de Catalunya: 981058513621506706
- CiNii: DA0030537X
- Gemeinsame Normdatei: 118986317
- International Standard Name Identifier: 0000 0001 2026 6197
- Library of Congress Control Number: n79074490
- Nationale Bibliotheek van Letland: 000070256
- MusicBrainz: b066352b-85aa-47c1-843c-b79ee2ed5a5a
- Bibliotheek van het Japanse parlement: 00269930
- Nationale Bibliotheek van Tsjechië: jn19981001518
- Nationale Bibliotheek van Israël: 987007262818305171
- Nationale Bibliotheek van Polen: a0000001228735
- Nederlandse Thesaurus van Auteursnamen: 070982716
- Istituto Centrale per il Catalogo Unico: RAVV023144
- LIBRIS: 191180
- SNAC: w6gc4jc1
- Système universitaire de documentation: 027117766
- Trove: 1208110
- Virtual International Authority File: 59088917
- WorldCat: E39PBJpptYVtQMYJthghvtdhHC